# Brachydeutera sturtevanti
Brachydeutera sturtevanti är en tvåvingeart som beskrevs av Wirth 1964. Brachydeutera sturtevanti ingår i släktet Brachydeutera och familjen vattenflugor. Inga underarter finns listade i Catalogue of Life.